# طاهر حناش
طاهر حناش ممثل ومخرج وصانع أفلام جزائري من مواليد 26 نوفمبر 1898 بقسنطينة  حيث إشتغل في الحقبة الإستعمارية رفقة مخرجين عالميين على غرار جاك فيدر ويلقب الطاهر حناش برائد السينما الجزائرية نظير مجهوداته الجبارة في إبراز القضية الجزائرية أمام المحافل الدولية

## حياته

### طفولته
ولد طاهر بن قويدر بالحنّاش المعروف فنيا باسم «الطاهر حناش» يوم 26 نوفمبرسنة 1898 في قسنطينة شرق العاصمة الجزائر، وهي إحدى المدن التي تملك رصيدا حضاريا وثقافيا وفنيا ضاربا في التاريخ.
في هذا الفضاء تشكل وعي الطاهر حناش الذي كان ينتمي إلى أسرة ثرية، فقد كان والده يملك مصانع وعددا من المصالح التجارية وإن كان أفلس فيما بعد، مما جعله يدخل المدارس ويتعلم ويكتشف العلوم ومبادئ الأشياء، وقد أبان منذ صغره ميله الواضح للاختراعات والاكتشافات العلمية، وأظهر فضولا كبيرا نحو الأشياء.
وحسب ما ذكرت بعض المصادر فإنه كان يهتم كثيرا بمبادئ الميكانيك والسفن والقطارات، أما علاقته بالسينما فقد اكتشفها صدفة وهو ابن عشر أو إحدى عشرة سنة، إذ اكتشف وقتها أفلام تشارلي تشابلن أول مرة، وأصبح من أهم رواد قاعات السينما التي زاد ولعه بها بعد أن اكتشف عوالمها السحرية والخيالية.

### شبابه
بعد سنوات استدعي الطاهر حناش للخدمة العسكرية الفرنسية، ليسرح سنة 1920، ومن هنا بدأ في البحث عن طريق لتحقيق حلمه في الدخول لعالم السينما، وهو ما جعله يسافر إلى فرنسا للوقوف على الفضاءات التي خرجت منها عشرات الأفلام وسافرت إلى كل جهات العالم، ثم بدأ يتسكع من مكان إلى آخر، ليُعاوده الحظ مرة أخرى عندما كان يتجول بجانب أحد الأستديوهات الباريسية، فالتقى صدفة بالمدير الذي كان يبحث عن وجوه عربية، فنظر إليه وقال له مباشرة:
| طاهر حناش | هل أنت عربي؟ فأجاب الطاهر أي نعم، فقال له المدير: تعال غدا لأوظفك. | طاهر حناش |

### فترة الحرب العالمية الثانية
كانت هذه الفترة محورية في تاريخ الطاهر حناش، فقد حقق العديد من النجاحات وبدأ اسمه يلمع كمدير تصوير موهوب، لكن أجواء الاحتلال الألماني لفرنسا أفسدت أجواء الإنتاج السينمائي، بل إن الطاهر حناش استدعي للخدمة العسكرية من جديد في القوات الفرنسية الحرة وجيش الحلفاء في الدار البيضاء المغربية لمدة ثلاث سنوات 1942-1945.
وقد عمل خلال هذه المرحلة في شعبة السمعي البصري، فصور العديد من العروض العسكرية، وأعد عشرات التقارير الإخبارية المهمة، ووثق لأحداث مهمة تاريخيا، وبعد انتهاء الحرب سُرح من الخدمة، ومن خلال ما قدم اعتُرف به كسينمائي، وقدمت له بطاقة صانع أفلام تحت رقم 7951.

## أدوار سينمائية

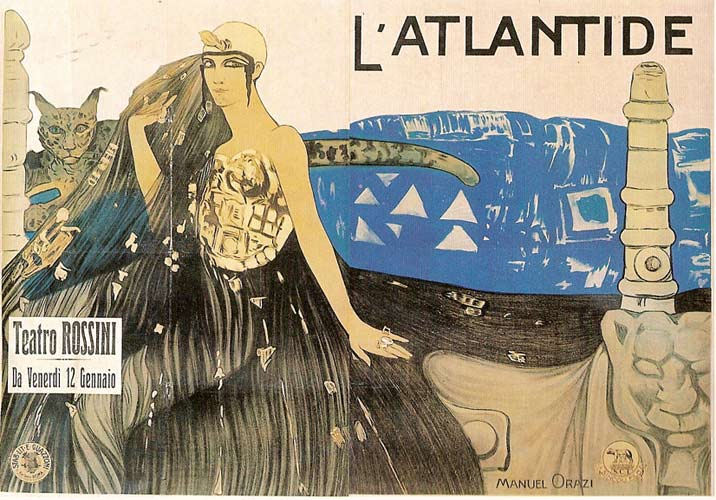
ملصق فيلم أتلانتيس 1921

وحسب المصادر التاريخية فقد كان المدير يريد منه أن يعمل في فيلم أتلانتس 1921 L’Atlantide الذي أنتج عام 1921 للمخرج البلجيكي جاك فيدر، وقد كان من الموهوبين الذين كان لهم الأثر في تاريخ السينما الفرنسية كممثل وكاتب سيناريو ومخرج عمل في العديد من دول العالم
عمل الطاهر حناش بعد فيلم «أتلانتيس» في عدة مهن سينمائية تخص التمثيل والمساعدة والتأطير كما كانت أدوار بارزة على غرار:
1. 1932 تاجر الرمال Le Marchand de Sable ولعب فيه ا دور محمد
2. الصليب الجنوبي La Croix de Sudوقد لعب فيه دور طه بدوي.
3. 1935 عضو عصابة رغما عنه Gangster Malgré lui
4. 1936 حفلات زفاف الآنسة ليفي Les Mariages de Mademoiselle Lévy
5. 1937 السيد بوجونيا Monsieur Bégonia
6. 1937ساراتي الفظيع Sarati, Le Terrible
7. 1937الملائكة السوداء Les Anges Noirs
8. 1937رجال الفريسة Les Hommes de Proie
9. 1938 أمير قلبي Prince de Mon Coeur
10. 1938الشارع بلا فرح La Rue Sans Joie
11. 1940 فيلم الطاحونة الحمراءMoulin Rouge عام 1940، وهو من الأعمال الكوميدية والموسيقية المهمة.

## إخراجه

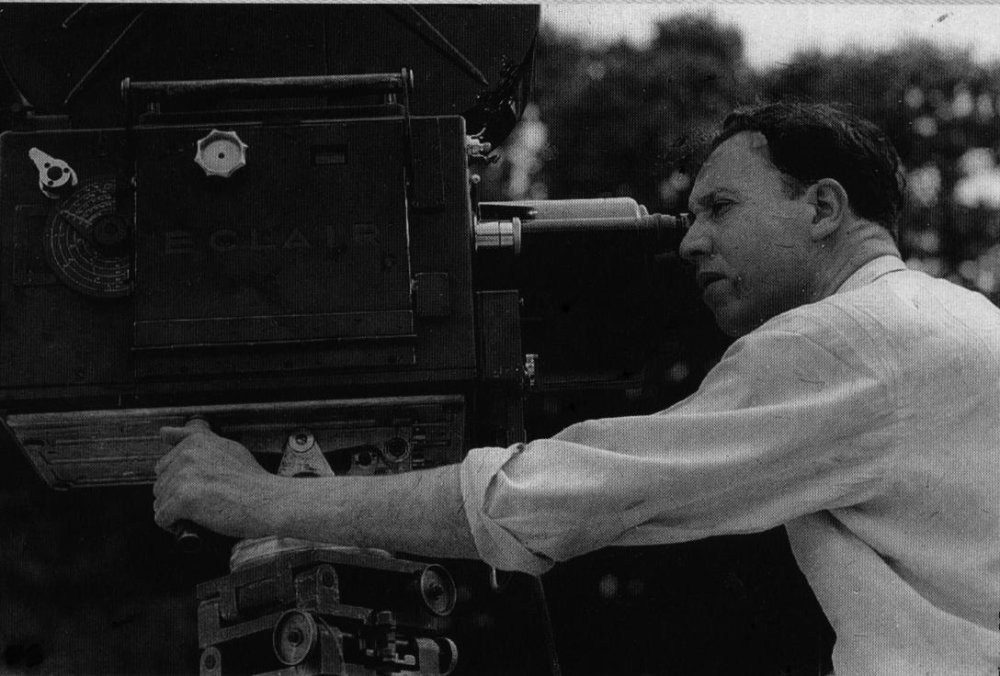
طاهر حناش رفقة الكاميرا

- على أبواب الصحراء (Aux Portes du Sahara) سنة 1938، وهو من إنتاج شركته الخاصة التي أسسها (TA-HA Films).
- المخرج المنسي
- غطاسين الصحراء Les Plongeurs du Désert

## وظائف
تأسست محطة الإذاعة والتلفزيون الفرنسية في الجزائر 1956، وقد استقدم طاهر حناش للعمل فيها للإشراف على الوجوه الجزائرية وعملها في المحطة، وقد فتح وقتها الأبواب للعديد من الأسماء المهمة، كما ساهم في إرسال أسماء أخرى للخارج للدراسة في معاهد السينما هناك، وبعد الاستقلال سنة 1962 ساهم مع آخرين في ضمان استمرار البث وعدم انقطاعه، وتقلّد وقتها منصب المسؤول عن السمعي البصري، لتكون هذه السنوات مهمة جدا لمسار السينما الجزائرية.
أشرف حناش على تكوين العديد من الأسماء المهمة من تقنيين وممثلين، مثل العاملين في فيلم الليل يخاف من الشمس 1965 لمصطفى بديع، ورغم الخبرة الكبيرة التي كان يتمتع بها هذا الرائد الذي عمل وشارك في أكثر من 80 فيلما معظمها كمدير تصوير، فإنه أحيل إلى تقني بسيط في التليفزيون، وبالتالي خُفض مرتبه المالي، وبات يكلف بتصوير مباريات كرة القدم.

## وفاته
توفي في ولاية المدية يوم 01 أوت سنة 1972 

## وصلة خارجية
- الطاهر حناش